# Cephalops huashanensis
Cephalops huashanensis är en tvåvingeart som beskrevs av Yang och Xu 1989. Cephalops huashanensis ingår i släktet Cephalops och familjen ögonflugor. Inga underarter finns listade i Catalogue of Life.